# Romeo Langford
 Romeo James Langford (nascido em 25 de outubro de 1999) é um americano jogador de basquete profissional que joga no Boston Celtics da National Basketball Association (NBA).
Ele jogou basquete universitário na Universidade de Indiana e foi selecionado pelo Celtics com a 14° escolha geral no Draft de 2019.

## Carreira no ensino médio
Apesar do interesse substancial de várias escolas preparatórias, Langford escolheu passar seus quatro anos no ensino médio no New Albany High School.
Como calouro, Langford levou New Albany para um recorde de 23-3 e o título do torneio regional com uma média de 17,1 pontos e 6,0 rebotes.
Em seu segundo ano, ele obteve médias de 30,2 pontos, 9,0 rebotes e 3,0 assistências por jogo, enquanto conduziu New Albany a um recorde de 27-1 e o título do campeonato estadual de classe 4A, o primeiro título estadual da escola desde 1973.
Em seu penúltimo ano, ele teve 28,7 pontos, 8,9 rebotes e 3,4 assistências por jogo, levando New Albany a um recorde de 25-4 e às quartas-de-final da classe 4A.
Em 21 de novembro de 2017, Langford abriu sua última temporada fazendo 48 pontos na vitória por 110-36 sobre Charlestown. Em 1 de fevereiro, Langford marcou 63 pontos contra Jennings County. Langford foi classificado como um recruta de 5 estrelas pela Rivals, 247Sports, Scouts e ESPN, que o elogiaram por suas habilidades de pontuação e criação de jogadas. Langford terminou sua carreira no ensino médio em quarto lugar na lista de maiores pontuadores de todos os tempos na cidade de Indiana com 3.002 pontos. Langford foi coroado Mr. Basketball de Indiana em 2018 na cerimônia anual IndyStar Sports Awards e foi nomeado o Atleta Masculino do Ano.
Langford foi recrutado no ensino médio por numerosas universidades de alto perfil, incluindo Indiana, Louisville, Kansas, Kentucky, Vanderbilt, Carolina do Norte, UCLA e Duke, e foi visitado por vários treinadores, incluindo John Calipari, Bill Self, Roy Williams e Archie Miller. Em 11 de novembro de 2017, Langford anunciou via Twitter que havia reduzido suas opções para Indiana, Kansas e Vanderbilt. Quando perguntado sobre um cronograma para sua decisão, Langford enfatizou que ele não queria apressar a decisão, e que "provavelmente tomaria [sua] decisão após a temporada". Em 30 de abril de 2018, ele anunciou sua intenção de jogar em seu estado natal, na Universidade de Indiana.
| Nome | Cidade natal                                        | Escola          | Altura | Peso  | Data                |
| --- | --------------------------------------------------- | --------------- | ------ | ----- | ------------------- |
| Romeo Langford SG | New Albany, IN                                      | New Albany (IN) | 1,98 m | 88 kg | 30 de abril de 2018 |
| Romeo Langford SG | Recrutamento: Scout.com: Rivais: 247Esportes: ESPN: |                 |        |       |                     |
| - Nota: Em muitos casos, Scout, Rivals, 247Sports e ESPN podem entrar em conflito em suas listas de altura e peso, nestes casos, a média foi obtida. As notas da ESPN estão em uma escala de 100 pontos. - Fonte: |                                                     |                 |        |       |                     |

## Carreira universitária
Langford foi nomeado Novato da Semana da Big Ten por quatro vezes. Ele teve uma média de 16,5 pontos por jogo, o mais alto na Big Ten e o terceiro mais bem cotado entre os calouros da Universidade de Indiana, atrás de Eric Gordon e Mike Woodson.
Após a temporada, Langford se declarou para o Draft de 2019, onde foi selecionado pelo Boston Celtics com a 14ª escolha.

## Carreira profissional

### Boston Celtics (2019–Presente)
Langford foi selecionado pelo Boston Celtics como a 14ª escolha do Draft da NBA de 2019. Em 11 de julho de 2019, os Celtics anunciaram que havia assinado um contrato com Langford.
Ele foi designado para o Maine Red Claws para o início da temporada da G-League. Ele torceu o tornozelo em um jogo contra o Fort Wayne Mad Ants em 15 de novembro.
Em 22 de setembro de 2020, o Boston Celtics anunciou que Langford havia se submetido a uma cirurgia para reparar o ligamento escapolunato de seu pulso direito e perderia o restante da temporada. Ele jogou em 32 jogos na NBA e teve médias de 2.5 pontos e 1.3 rebotes em 11.6 minutos.
Depois de sua temporada de estreia repleta de lesões, Langford fez sua estreia em segunda temporada em 4 de abril de 2021 contra o Charlotte Hornets. Ele continuou a ser um jogador de rotação semi-constante pelo resto da temporada e mostrou sinais intrigantes de potencial futuro nos 18 jogos da temporada regular que jogou. Como as lesões continuaram a atormentar os Celtics nos playoffs, Langford teve um papel maior em quatro dos cinco jogos de playoffs com média de mais de 27 minutos por jogo. Com as ausências de Jaylen Brown, Kemba Walker e Robert Williams, Langford mostrou vislumbres de progressão individual, notavelmente no Jogo 5 contra o Brooklyn Nets, onde marcou 17 pontos.

## Estatísticas

### NBA

#### Temporada regular
| Ano      | Equipe   | PJ | PT | MPJ  | AP   | 3P   | LL   | RT  | AS | BR | TO | PPJ |
| -------- | -------- | -- | -- | ---- | ---- | ---- | ---- | --- | -- | -- | -- | --- |
| 2019–20  | Boston   | 32 | 2  | 11.6 | .350 | .185 | .720 | 1.3 | .4 | .3 | .3 | 2.5 |
| 2020–21  | Boston   | 18 | 4  | 15.7 | .356 | .278 | .750 | 1.9 | .7 | .3 | .3 | 3.1 |
| Carreira | Carreira | 50 | 6  | 13.6 | .353 | .231 | .735 | 1.6 | .5 | .3 | .3 | 2.8 |

#### Playoffs
| Ano      | Equipe   | PJ | PT | MPJ  | AP   | 3P   | LL    | RT  | AS  | BR | TO | PPJ |
| -------- | -------- | -- | -- | ---- | ---- | ---- | ----- | --- | --- | -- | -- | --- |
| 2020     | Boston   | 7  | 0  | 6.6  | .400 | .500 | .500  | .4  | .3  | .1 | .0 | 1.4 |
| 2021     | Boston   | 4  | 2  | 27.3 | .406 | .353 | 1.000 | 2.5 | 1.3 | .8 | .5 | 9.0 |
| Carreira | Carreira | 11 | 2  | 16.9 | .403 | .426 | .750  | 1.4 | .8  | .4 | .2 | 5.2 |

### Universidade
| Ano     | Time    | PJ | MPJ  | AP   | 3P   | LL   | RT  | AS  | BR | TO | PPJ  |
| ------- | ------- | -- | ---- | ---- | ---- | ---- | --- | --- | -- | -- | ---- |
| 2018–19 | Indiana | 32 | 34.1 | .448 | .272 | .722 | 5.4 | 2.3 | .8 | .8 | 16.5 |

Fonte:

## Vida pessoal
Romeo é filho de Tim e Sabrina Langford, e tem duas irmãs, Tiffany e Tisha.
Ele começou a jogar basquete na primeira série e expressou admiração por LeBron James.
Romeo expressou orgulho em desafiar-se academicamente através de aulas avançadas e prazer em fazer cálculos.
Ele virou um amigo íntimo do jogador de futebol americano, Rondale Moore, quando os dois cresceram juntos no mesmo quarteirão em New Albany e jogaram basquete juntos durante o segundo ano do colegial.